# Bernard Petitjean
Pour les articles homonymes, voir Petitjean.
Bernard Thaddée Petitjean, né le 14 juin 1829 à Blanzy-sur-Bourbince et mort le 7 octobre 1884 à Nagasaki, est un prêtre catholique et évêque français, missionnaire au Japon et le premier vicaire apostolique de ce pays.

## Biographie

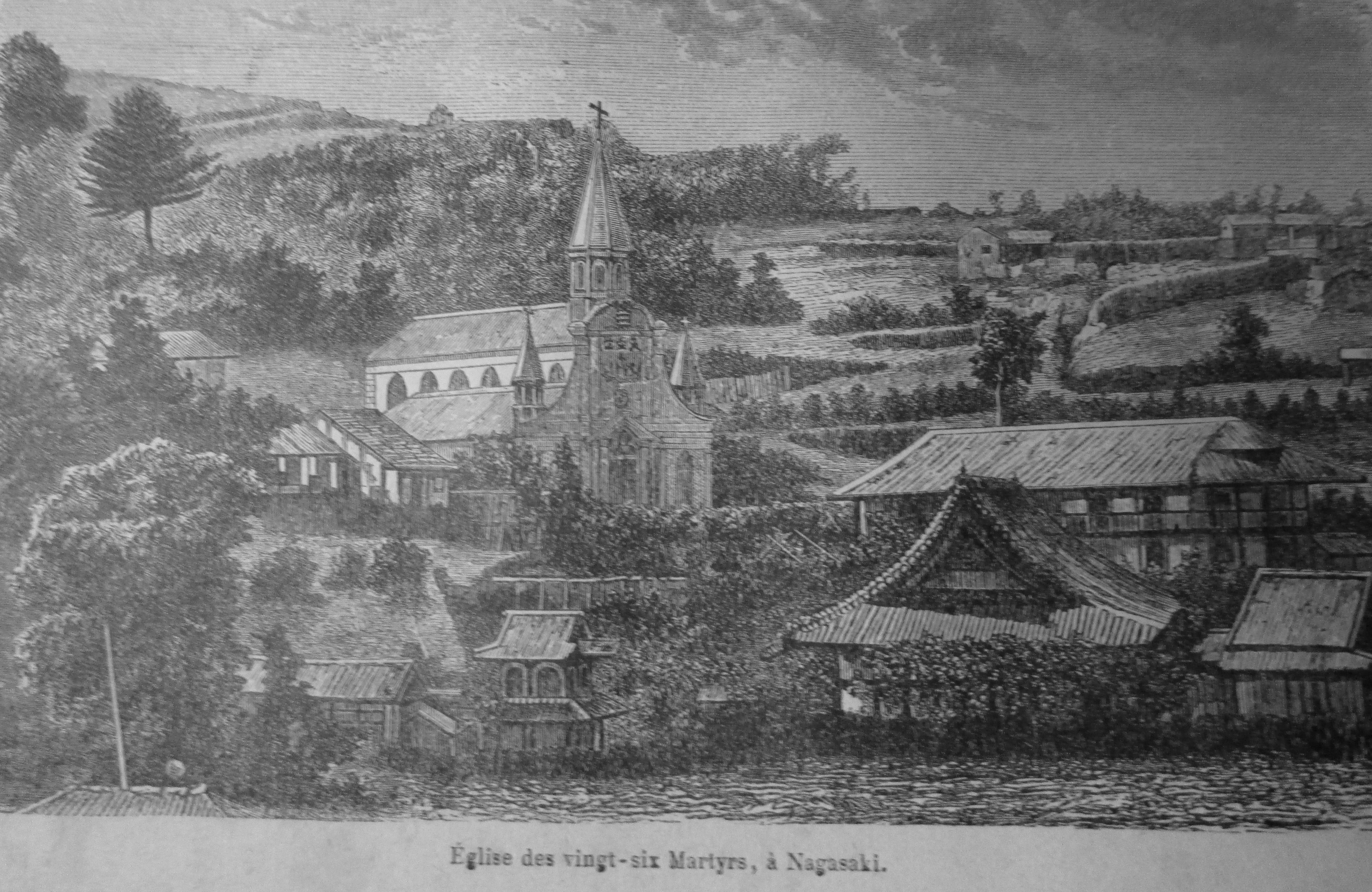
Vue de la première église des Vingt-Six-Martyrs de Nagasaki en 1885.

Bernard Petijean poursuit ses études au petit et au grand séminaire d'Autun. Il est ordonné prêtre le 21 mai 1853 et devient ensuite professeur au petit séminaire d'Autun, puis de 1854 à 1856, il exerce un ministère pastoral à la paroisse de Verdun-sur-le-Doubs. Il est nommé missionnaire apostolique en 1856 et prêche dans de nombreux villages. Le 27 décembre 1858, il est désigné pour être aumônier des Sœurs de l'Enfant-Jésus de Chauffailles. Cette expérience apostolique et d'accompagnateur spirituel pousse le jeune homme (il a trente ans) en 1859, à entrer au séminaire des Missions étrangères de Paris. Neuf mois exactement plus tard, il s'embarque pour le Japon où il est envoyé par ses supérieurs. 
Il séjourne d'abord deux ans aux îles Ryūkyū (Liéou-kiéou), puis il se rend en 1863, d'abord à Yokohama, puis à Nagasaki avec le R. P. Furet. Le Japon commence à s'ouvrir aux étrangers depuis quelques années. Il devient professeur de français. Il participe à la construction de l'église dédiée aux vingt-six martyrs japonais de Nagasaki qui domine la mer ; commencée sur les plans de Girard et de Furet, elle est inaugurée le 19 février 1865 par le consul Léon Dury. C'est ici qu'il rencontre quelques semaines plus tard des descendants d'anciens chrétiens japonais, Kakure kirishitan, attirés par la construction de l'église et de sa croix, comme ils en ont caché chez eux. Pour la plupart ce sont de simples pêcheurs ou artisans qui se font discrètement connaître à lui, après avoir échangé des signaux de reconnaissance de peur d'éventuelles représailles. Il se met aussitôt à l'œuvre pour retrouver leurs principaux hameaux. Le 8 juin 1865, le P. Petitjean a déjà fait la connaissance de vingt-cinq d'entre eux. Ceux-ci ils se  regroupent autour d'un aîné, ils ont gardé la croix, et certaines prières.
Pie IX nomme bientôt le P. Petitjean, évêque in partibus de Myriophyte et vicaire apostolique du Japon, le 11 mai 1866. Il est consacré par Mgr Guillemin le 21 octobre suivant à Hong Kong où se trouve la procure, c'est là que va être construit en 1875 le Sanatorium de Béthanie des Missions étrangères. Cependant une vague de représailles intervient de la part du gouvernement impérial japonais provoquant emprisonnements et morts. En avril et en juin 1868, deux édits impériaux interdisent le christianisme. D'octobre 1869 à janvier 1870, 4,500 fidèles sont enlevés à Urakami et exilés aux îles Goto en bateau (voir Urakami Yoban Kuzure). Mgr Petitjean est renvoyé en France en juin 1868. Il participe aux travaux du concile Vatican I à Rome . Il s'adresse aux autorités japonaises et au représentant du gouvernement français, mais sans résultat, d'autant que le régime de Napoléon III a été renversé. La période de répression ne s'achève qu'en 1873. Au début de son retour en 1873, Mgr Petitjean a seulement le droit  de donner les sacrements aux étrangers (commerçants et militaires dans le port). Pie IX envoie à Mgr Petitjean le bref Dum asperrimam en mai 1873, pour s'associer à sa joie de voir la fin de la persécution et le début d'une certaine tolérance. Mgr Petitjean a tout à créer avec son auxiliaire le P. Laucaigne qu'il sacre évêque in partibus d'Apollonie le 22 février 1874. Des missionnaires sont envoyés dans différents postes, certains avec des missions savantes et scientifiques. Il fait venir les Dames de Saint-Maur et les Sœurs de l'Enfant-Jésus de Chauffailles envoyées par la Mère Reine Antier, leur fondatrice.
Vers la fin de 1875, il se rend à Rome pour demander la division de son vicariat ; partagé désormais en Japon méridional (qu'il dirige) et en Japon septentrional (bref Pastoris æterni, 20 juin 1876). Le siège est fixé au début à Osaka, où il fait bâtir une église. Ensuite il retourne à Nagasaki. Il ordonne les trois premiers prêtres japonais, le 31 décembre 1882. 
Il meurt à Nagasaki le 7 octobre 1884, il est enterré à l'église des Vingt-Six-Martyrs, au pied de l'autel. Le Japon tout entier comptait alors 30 230 chrétiens, deux évêques, cinquante-trois missionnaires européens (surtout français), trois prêtres japonais, deux séminaires avec soixante-dix-neuf élèves et soixante-cinq écoles avec 3 331 élèves.

## Armes
- De gueules à une statue de la Sainte Vierge couronnée portant devant elle l'Enfant Jésus dans les bras, posée sur une nuée mouvant de la pointe de l'écu.
- Devise : Ipse conteret caput. - Sancta Maria, ora pro nobis.

## Références et notes

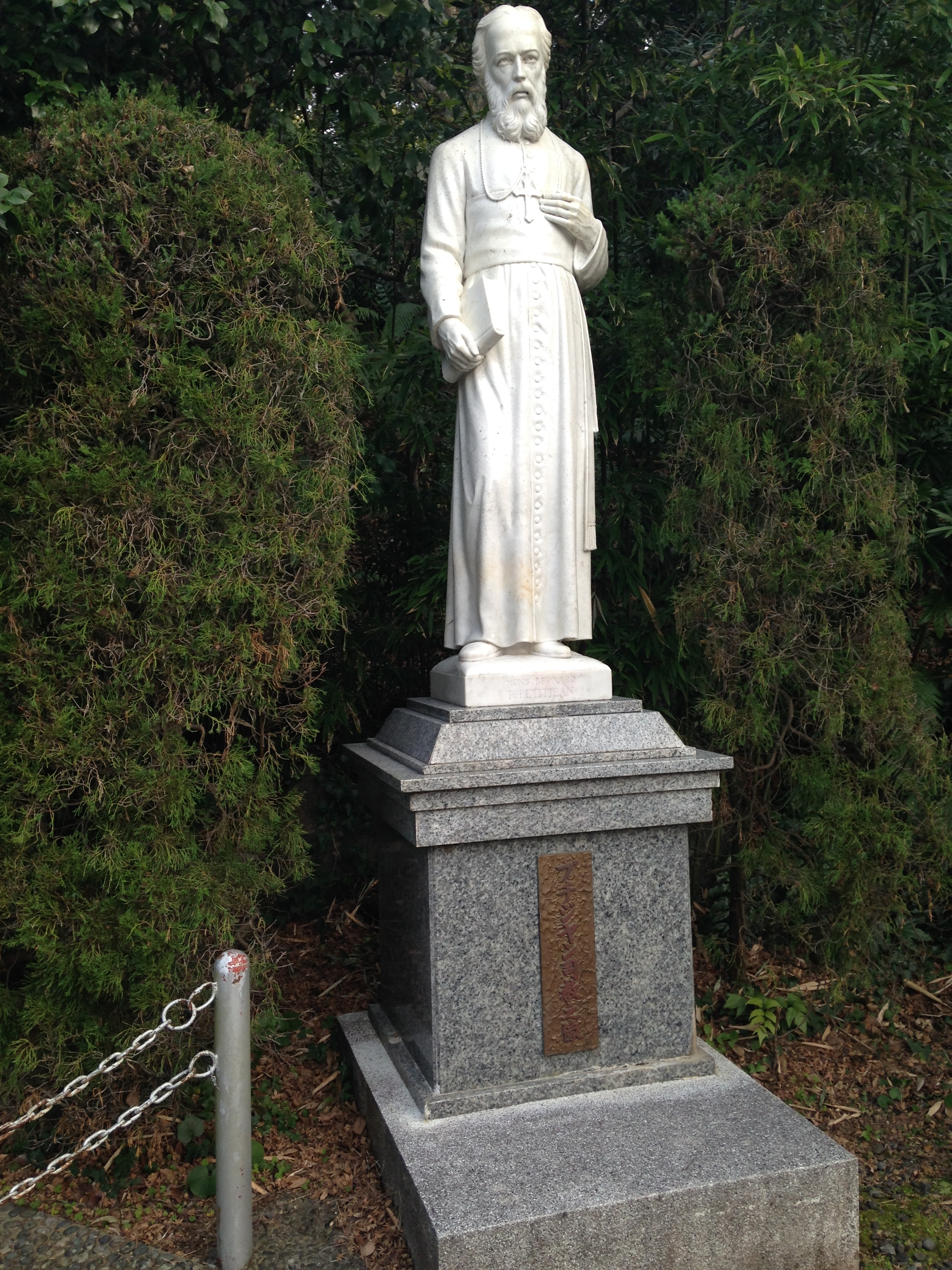
Statue de Mgr Petitjean dans le jardin de l'église des Vingt-Six-Martyrs.